# Distrito de Huancavelica
El distrito de Huancavelica es uno de los diecinueve que conforman la provincia homónima, ubicada en el departamento de Huancavelica, en la zona de los Andes centrales del Perú.   
Desde el punto de vista jerárquico de la Iglesia católica, forma parte de la Diócesis de Huancavelica.

## Historia
Huancavelica fue fundada el 4 de agosto de 1570 por el virrey Francisco de Toledo, recibió el nombre de Villarrica de Oropesa. Destacan las iglesias de Santo Domingo y Matriz (siglo XVII) y de San Francisco (siglo XVIII). Desde 1673 ostenta cabildo. Está bien comunicada por ferrocarril y carretera. Población (1993): 36.826 habitantes.

## Capital
Huancavelica es una ciudad del Perú, capital de la provincia homónima del Departamento de Huancavelica. Está situada a 3676 m s. n. m., en la falda norte del Nevado Huamanrazo, del cual nace el río Ichu que recorre en dirección este para luego pasar por el distrito de Yauli y de ahí cambiar de rumbo hacia el norte, y más adelante desembocar en las turbulentas aguas del río Mantaro.

## Autoridades

### Municipales
- 2011-2014[2][3]
  - Alcalde: Leoncio Huayllani Taype, Movimiento Regional Ayni.
  - Regidores: José Cayllahua Pantoja (Ayni), Fernando Clemente Arana (Ayni), Kenia Aguirre Vilchez (Ayni), Celso Condori Ramos (Ayni), Wilfredo Palomino Hilario (Ayni), Augusto Teodoro Espinoza Quispe (Ayni), Rolando Yauri Rivera (Ayni), María Elena Ortega Melgar (Trabajando para Todos), Hugo Juan Caballero Iparraguirre (Mov. Ind. de Campesinos y Profesionales), César Peña Ayuque (Proyecto Integracionista de Comunidades Organizadas), Hilda Victoria Lizana Cornejo (Mov. Ind. Reg. Unidos Por Huancavelica).

### Policiales
- Comisario: Mayor PNP.

### Religiosas
- Diócesis de Huancavelica[4]
  - Obispo de Huancavelica: Monseñor Isidro Barrio Barrio.[5]

## Economía
Posee agricultura fría con cereales y papas (patatas), y una importante cabaña ganadera. Tiene industrias lácteas, de cueros y pieles, de harinas y aguardientes. Su nombre se vincula a las minas de cinabrio, cuyo mercurio de gran ley se extrajo al propio tiempo que la plata potosina era explotada en la época colonial. El mercurio o azogue era el insumo principal para refinar la plata con la técnica de la amalgama y gracias a éste se dio el éxito de la industria argentífera virreinal.

## Festividades
- 1 de enero: Fiesta del Niño Callaocarpino y Jacobo Illanes. Recuerda la supuesta primera visita del niño Dios a Huancavelica (Santa Bárbara-Callaocarpa). Cuenta la historia que existía un niño pastor cuyo nombre era Jacobo Illanes quien al pasar por muchos problemas encuentra un compañero desconocido por la comunidad de entonces quienes al querer capturar a este se dan con la sorpresa de encontrarlos como estatuas en una gruta que se encuentra en el centro poblado de Callaocarpa a un día de caminata desde la ciudad de Huancavelica. La celebración es realizada por la mejor cuadrilla de negros en Chaccllatacana con banda y conciertos y la tradicional corrida de toros con poesías cantos y adoración a los niños, quienes en un altar deslumbrante recorren la plaza principal en la gran multitud huancavelicana que para esos días deja desierta la ciudad capital. Es un espectáculo y a la vez se disfruta de los paisajes y la catarata de Chaccllatacana.
- 14 de enero: Fiesta del Niño Perdido. Recuerda la búsqueda del Niño Jesús, quien fue hallado por sus padres en el templo con los Doctores de la Ley. La celebración incluye cantos y bailes diversos y se extiende por cuatro días. Destaca la competencia de danzantes de Negritos que se desarrolla por las principales calles de la ciudad.
- Marzo / abril: Semana Santa que se inicia el Domingo de Ramos con un acto litúrgico y continúan con procesiones nocturnas.
- Mayo: Fiesta de las Cruces. Se originó en la Pascua de Pentecostés, celebrada en cada barrio de la ciudad bajo el símbolo de la cruz. Con la llamada Bajada de las Cruces se inician las ceremonias que incluyen corridas de toros en cada barrio, Wagrapucos, Jarawis y el canto de los Pututus y dura una semana.
- 29 de septiembre: Semana Turística de Huancavelica. Actividades recreativas,